# Villalar de los Comuneros
Villalar de los Comuneros község Spanyolországban, Valladolid tartományban. Villalar de los Comuneros Tordesillas, Torrecilla de la Abadesa, Pedrosa del Rey, Mota del Marqués, Marzales és Bercero községekkel határos. Lakosainak száma 490 fő (2024).

## Népesség
A település népessége az utóbbi években az alábbiak szerint változott:
| Lakosok száma | 500  | 449  | 435  | 466  | 468  | 443  | 458  | 468  | 493  | 490  |
|               | 2001 | 2004 | 2007 | 2009 | 2012 | 2014 | 2017 | 2019 | 2022 | 2024 |